# Anisorchis zhukovi
Anisorchis zhukovi är en plattmaskart. Anisorchis zhukovi ingår i släktet Anisorchis och familjen Fellodistomatidae. Inga underarter finns listade i Catalogue of Life.